# Самойлова, Елена Максимовна
Елена Максимовна Самойлова (1934 — 1992) — советский и российский учёный-почвовед, доктор биологических наук (1973), профессор (1984). Лауреат Государственной премии СССР в области науки и техники (1987).

## Биография
Родилась 8 апреля 1934 года в городе Москва в семье военнослужащего.
С 1952 года после окончания средней школы  поступила на биолого-почвенный факультет Московского государственного университета. В 1957 году после окончания Московского государственного университета, Е. М. Самойлова поступила в аспирантуру факультета почвоведения МГУ. Её первым учителем в научной работе был известный геолог-почвовед, профессор Нил Петрович Ремезов.
В 1960 году после окончания аспирантуры, Е. М. Самойлова начала работать преподавателем кафедры почвоведения биолого-почвенного факультета МГУ.  
Е. М. Самойлова помимо преподавательской деятельности, занималась и научно-исследовательской работой: изучала биологический круговорот в широколиственных лесах Воронежского государственного заповедника. Е. М. Самойловой велись стационарные лизиметрические наблюдения за динамикой состава почвенного раствора, учёт надземной и подземной фитомассы растительного сообщества. На основе полученных данных и обобщения материала 
Е. М. Самойлова в 1963 году защитила кандидатскую диссертацию по теме: «Влияние липы мелколистной на почвообразование под пологом дубравы». 
С 1965 года коллектив кафедры почвоведения под руководством В. А. Ковды, в котором работала Е. М. Самойлова начал заниматься научной работой по реализации международной биологической программы. Во всех природных зонах европейской части СССР начали создаваться сети  стационаров для изучения продуктивности растительности, характера биологического круговорота веществ и его влияния на генезис почв. Благодаря этой программе Е. М. Самойлова была назначена руководителем стационара в Тамбовской низменности.
С 1968 года была назначена старшим научным сотрудником, с 1977 по 1980 годы — доцент, с 1980 по 1984 годы работала на должности — профессора, а в 1984 году Е. М. Самойловой было присвоено учёное звание — профессор по кафедре общего почвоведения МГУ. На основании исследований полученных в Тамбовском стационаре, Е. М. Самойловой в 1978 году была защищена докторская диссертация по теме: «Луговые почвы Европейской лесостепи».
С 1980 года Е. М. Самойлова начала работу, по вопросу мелиорации почв, начала изучение свойств чернозёмных почв в Ставропольском крае, в Омской области и Кулундинской равнины и  исследование причин образования слитых почв в  Грузии, Молдавии и Краснодарском крае. Результаты этих исследований были опубликованы в коллективной монографии 1990 года — «Слитоземы и слитые почвы». Е. М. Самойлова так же занималась вопросами классификации и географии почв. В 1987 году за цикл работ «Почвы мира: картография, генезис, ресурсы, освоение» Е. М. Самойлова была удостоена Государственной премии СССР.
В последние годы жизни Е. М. Самойлова изучала вопросы возраста и эволюции почв, итогом этого изучения стало вышедшее в 1991 году учебное пособие — «Эволюция почв», в котором были обобщены современные представления об эволюции почв, рассмотрены методы изучения возраста почв.
В Московском государственном университете Е. М. Самойлова читала курсы лекций по почвоведению для студентов факультета почвоведения и геологического факультета, спецкурсы «Почвы мира» и «Почвообразующие породы», курс лекций по биогеохимии с основами почвоведения, вела спецсеминар по вопросам генетического почвоведения. Под руководством  Е. М. Самойловой были выполнены и защищены 15 кандидатских и докторских диссертаций, ею было опубликовано более 200 научных работ
Умерла 12 сентября 1992 года в Москве.

## Награды
- Государственная премия СССР в области науки и техники (1987 — «за цикл работ «Почвы мира: картография, генезис, ресурсы, освоение» (1965—1985)»